# 國聖港燈塔
國聖港燈塔，當地居民又稱為七股燈塔，是台灣本島最西端的燈塔，位於台灣台南市七股區的頂額沙洲上。

## 地理
現在的國聖港燈塔建於頂頭額汕堤防內側。頂額沙洲位在曾文溪口的北岸，北端為防風林，東側則為曾文海埔地。曾文溪以北的海埔新生地由於土地貧脊不利於農耕，在清末日治時期發展成全台灣鹽田面積最廣的區域，也就成為老一代人口中的「鹽分地帶」。除此之外，這些濱海區域自古以來居民就常以出海捕魚維生。

## 歷史
台南縣長楊寶發表示國聖港是鄭成功最初登陸台灣的地點，原名國姓，但因地政人員諧音登記錯誤而標示成國聖，致鄭成功最初登陸台灣的地點逐漸被淡忘。為維護曾文溪出海口附近海域航行船隻的安全，日治時期曾在頂額沙洲上建有曾文燈塔，二戰時期被盟軍炸毀。民國時期，由於嘉南地區沿海地帶漁民人口不斷增加，海關為了安全起見1957年選擇在國聖港網子寮的沙洲上興築燈塔，為一座高20.7公尺的方形木板條鋼構白色燈塔。國聖港燈塔最終逃不掉與塭港堆燈塔同樣建於沙洲上的命運，國聖港燈塔因海上沙洲的不定性，沙洲長期被海浪侵蝕流失，整座燈塔幾乎淪於汪洋中。1969年被衛歐拉颱風摧毀沒入海中。1970年6月海關決定另在附近的頂頭額汕建燈塔，沿用至今。
在頂額州海埔新生地新建的燈塔為方錐形黑白相間的鋼架燈塔，所在地杳無人煙，後修防波土堤加以維護避免重複倒塌的覆轍。因附近的海沙與濃霧濕度均高，導致鐵製燈塔鏽蝕嚴重，須經常抽換支撐用的鐵架。
因國聖港燈塔長年受海風侵襲而有結構安全疑慮，交通部航港局於2022年9月5日開始進行燈塔整建，預計於同年10月底完工。

## 結構

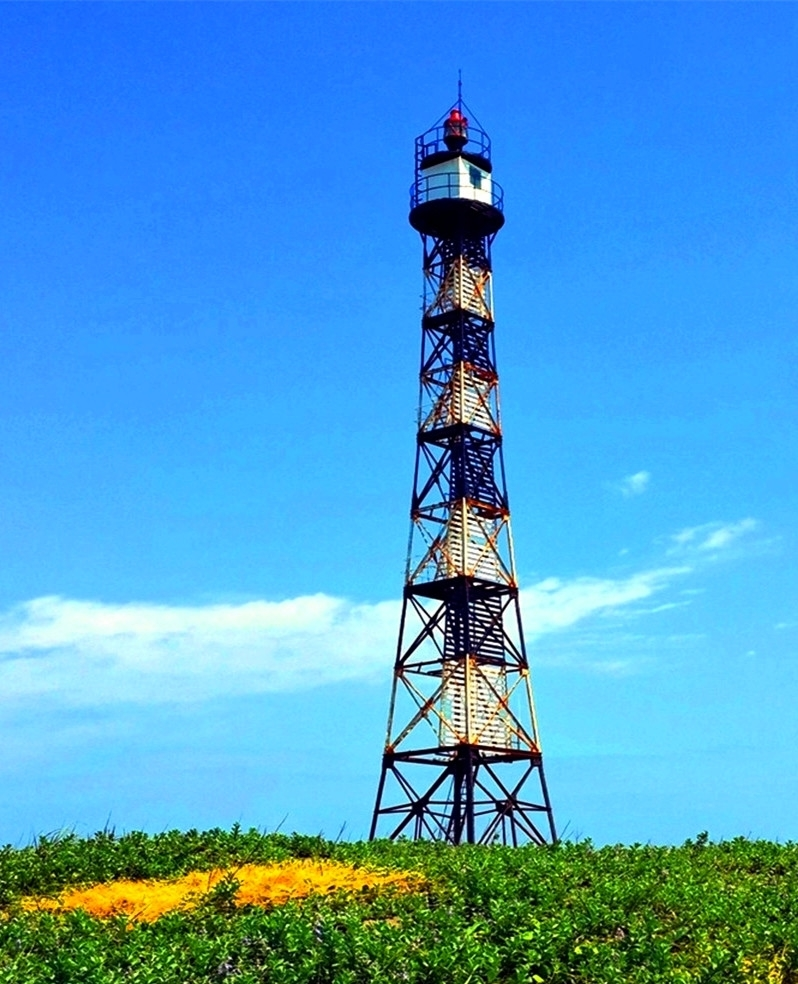
重建後的國聖港燈塔

1957年原設於國聖港網子寮沙洲上的燈塔，塔身為白色方形木板條結構，高度20.7公尺，裝五等電燈每15秒閃光2次，光力2,500燭光，光程13.5浬，並建有宿舍派人駐守。1968年重建於頂額沙洲上的燈塔，塔身為黑白相間方錐形鋼架結構，塔高32.7公尺，用四等電燈，光力28,000支燭光，光程16.6浬，塔基距海岸留有一段距離，後來加築防波土堤保護。

## 外部連結
- 交通部航港局國聖港燈塔 （页面存档备份，存于）
- 雲嘉南濱海國家風景區管理處國聖港燈塔 （页面存档备份，存于）